# Andries-Jacob Berger
Andries-Jacob Berger (Brugge, 6 juli 1712 - 17 september 1774) was een orgelbouwer.

## Levensloop
Andries-Jacob Berger wordt algemeen beschouwd als de voornaamste onder de orgelbouwers binnen de familie Berger.
Hij was de oudste zoon van Andries Berger en Maria-Francisca Janssens. Hij trouwde in 1743 met Isabella van Eeckhoutte († 1749). Ze kregen vijf kinderen. In 1751 hertrouwde Berger met Catharina Druck († 1772) en ze kregen ook verschillende kinderen.
Onder de kinderen die hem overleefden zijn te vermelden:
- Dominique I Berger (1747-1797), laatste betekenisvolle orgelbouwer van de familie,
- Andreas II Berger (1754-1784), die glazenier werd.

Jacob III Berger (1717-1780) en Karel Berger (1725-1795), broers van Andries-Jacob, hielpen hem bij het bouwen van instrumenten. De orgelkasten waren vaak het werk van de schrijnwerker Maarten Van Troostenberghe.

## Orgels
Andries-Jacob Berger bouwde een groot aantal orgels. We vernoemen:
- 1737: kapel O.L.Vrouw van Blindekens (enkel het front is bewaard).
- 1742: Sint-Gilliskerk (orgel is verdwenen).
- 1743: Sint-Martinuskerk, Zedelgem (orgel verplaatst naar Heule-Watermolen.
- 1743: Sint-Laurentiuskerk, Zedelgem (gedeeltelijk bewaard).
- 1750: klooster van de Augustijnen, Roeselare (verdwenen).
- 1750: Sint-Bartholomeuskerk, Pollinkhove (verdwenen).
- 1751: Sint-Janskerk, Sluis (verdwenen).
- 1754: Begijnhofkerk, Brugge (grotendeels bewaard).
- 1755: kerk paters Discalsen, Brugge, gedeeltelijk bewaard in Sint-Augustinuskerk, Stasegem.
- 1756: Sint-Lambertuskerk, Oedelem (resten van pijpwerk en meubel bewaard).
- 1760: Sint-Catharinakerk, Brugge (orgel rond 1880 verplaatst naar benedictijnenabdij van Steenbrugge en in 1933 naar Sint-Theresiakerk in Slypskapelle).[1]
- 1760: Jeruzalemkerk, Brugge (resten van pijpwerk en van de stoel bij de orgelkast).
- 1763: Sint-Antoniuskerk, Blankenberge (front van de orgelkast bewaard).
- 1764: kerk van de Augustijnen, Brugge (verplaatst naar Aardenburg in 1809; verwoest in 1944).
- 1770: kerk van de Sint-Andriesabdij bij Brugge (gedeeltelijk hergebruikt voor orgel Sint-Pieterskerk bij Brugge en voor orgel Oud-gasthuis Sint-Jan Veurne).
- 1772: Onze-Lieve-Vrouwekerk, Zevekote - Gistel.
- 1773: kapel Onze-Lieve-Vrouw van Barmhartigheid, Izenberge (orgelkast bewaard).
- Klooster Engelendale, Brugge (front van de orgelkast en enkele pijpen bewaard).

Berger onderhield ook heel wat orgels.
In Brugge: Sint-Donaaskathedraal, Sint-Salvatorskathedraal, Sint-Annakerk, Sint-Gilliskerk, Sint-Catharinakerk, Sint-Jacobskerk, Sint-Walburgakerk, O.L. Vrouw van Blindekens, Godshuizen Magdalena, Prinselijk Begijnhof, abdij Ter Duinen, abdij Ten Eekhoutte, abdij Spermalie, klooster Sarepta, klooster Sint-Trudo, klooster Jacobinessen, klooster Discalsen, klooster Predikheren, klooster Apostolinnen, klooster Urbanisten, klooster Carmers, klooster Bethania en klooster Augustijnen.
Buiten Brugge onderhield hij orgels in Blankenberge, Bredene, Izenberge, Lissewege, Pollinkhove, Roeselare, Schore en Werken.